# ریشارد هرمان
ریشارد هرمان (به آلمانی: Richard Herrmann) بازیکن فوتبال و مهاجم اهل آلمان است که از سال ۱۹۵۰ میلادی عضو تیم ملی فوتبال آلمان بوده‌است. وی در ۸ بازی ملی حضور داشته است و آخرین بازی ملی خود را در سال ۱۹۵۴ میلادی انجام داد. ریشارد هرمان در بازی‌های ملی‌اش ۱ گل به ثمر رساند.